# Wutöschingen
Wutöschingen é um município da Alemanha, no distrito de Waldshut, na região administrativa de Freiburg , estado de Baden-Württemberg.